# Marcel Palonder
Marcel Palonder (Humenné, 3 de febrero de 1964) es un cantante y docente eslovaco.

## Carrera
Nació el 3 de febrero de 1964 en la ciudad de Humenné. En 1987, creó el grupo Mandragora. Dicho grupo se presentó por toda la República Checa y Eslovaquia. En 1989, Palonder emigró a Francia, donde se presentó en varios conciertos. Además de sus conciertos en Francia, él estudió ópera en Mónaco. En 1991, retornó a su natal Eslovaquia hasta que en 1992 fundó la banda Accident's Happen.

## Eurovisión 1996
Marcel representó a su país en el Festival de Eurovisión 1996 celebrado en la ciudad de Oslo, Noruega el 18 de mayo. Interpretó la canción "Kým nás máš", logrando clasificar con 35 puntos en la semifinal realizada ese año debido a la gran cantidad de países competidores. Finalmente, finalizó en el 18.º puesto con sólo 19 puntos.
Intentó volver a representar a Eslovaquia en Eurovisión en el año 2010, interpretando la canción "What About You" en el concurso Eurosong 2010, pero no logró clasificarse de las semifinales.

## Discografía
- Cudzinec v tvojom srdci (1992)
- Vianoce 2012 (2012)